# Polypogon australis
Polypogon australis — вид цветковых растений рода Многобородник (лат. Polypogon).

## Ареал
Произрастает в Чили и Аргентине. Также был найден в западных частях США, где является интродуцированным видом.

## Ботаническое описание
Многолетнее травянистое растение, образующее стебли до метра высотой. Соцветие — метёлковидный колос до 15—16 см длиной и несколько см в ширину. Оно пушистое, иногда пурпурного оттенка из-за длинных тёмных остей.

## Хозяйственное значение и применение
В США, особенно Калифорнии, этот вид стал инвазивным и произрастает во влажных местах, таких как канавы.

## Синонимика
- Polypogon chonoticus Hook.f.
- Polypogon crinitus Trin.
- Polypogon crinitus Willd. ex P. Beauv.
- Polypogon elongatus var. patagonicus Speg.
- Polypogon interruptus var. crinitus (Kuntze) Hack.
- Polypogon littoralis var. crinitus Kuntze
- Polypogon purpurascens Phil.
- Polypogon radicans Steud.[2]